# Brachiaria plantaginea
Brachiaria plantaginea är en gräsart som först beskrevs av Heinrich Friedrich Link, och fick sitt nu gällande namn av Albert Spear Hitchcock. Brachiaria plantaginea ingår i släktet Brachiaria och familjen gräs. Inga underarter finns listade i Catalogue of Life.